# Kvarnsjön (Västra Ny socken, Östergötland, 650438-145888)
Kvarnsjön är en sjö i Motala kommun i Östergötland och ingår i Motala ströms huvudavrinningsområde.